# Saint-Voir
Saint-Voir é uma comuna francesa na região administrativa de Auvérnia-Ródano-Alpes, no departamento Allier. Estende-se por uma área de 24,5 km². Em 2010 a comuna tinha 194 habitantes (densidade: 7,9 hab./km²).